# Fozil Musaev
Fozil Musaev (Taskent, 1989. január 2. –) üzbég válogatott labdarúgó.

## Nemzeti válogatott
Az üzbég válogatottban 20 mérkőzést játszott.

## Statisztika
| Üzbég válogatott | Üzbég válogatott | Üzbég válogatott |
| Időszak          | Mérk.            | gól              |
| ---------------- | ---------------- | ---------------- |
| 2009             | 1                | 0                |
| 2010             | 0                | 0                |
| 2011             | 0                | 0                |
| 2012             | 8                | 0                |
| 2013             | 3                | 0                |
| 2014             | 6                | 0                |
| 2015             | 2                | 0                |
| Összesen         | 20               | 0                |